# Mario Cucca
Mario Vincenzo Cucca (Orgosolo, 24 dicembre 1894 – Noarì, 25 maggio 1937) è stato un militare italiano, decorato di medaglia d'oro al valor militare alla memoria nel corso delle operazioni militari in Africa Orientale Italiana.

## Biografia
Nacque a Orgosolo, in provincia di Nuoro, il 24 dicembre 1894, figlio di Valentino e Lorenza Mamberti. Arruolatosi volontario nel Regio Esercito nel settembre 1913, in forza al 45º Reggimento fanteria, nell'aprile del 1914 fu trasferito in Libia nel Corpo volontari. Sbarcato a Tripoli il 10 aprile, fu assegnato in servizio al I Battaglione fanteria, venendo promosso sergente maggiore il 1º ottobre 1916. Il 5 luglio 1917, trasferito al 35º Reggimento fanteria, fu nominato aspirante ufficiale di complemento, divenendo sottotenente un mese dopo.  Nell'aprile 1919, dopo essere stato in servizio presso il 7º Reggimento fanteria e poi all'82º Reggimento fanteria, entrò in servizio permanente effettivo. Dopo sei anni di servizio in Colonia, rientrò in Italia nell'ottobre 1920, per entrare in servizio presso il 46º Reggimento fanteria.  Promosso tenente nel 1924, divenne capitano nel 1932 in forza al 2º Reggimento fanteria "Re".  Nell'agosto 1935 fu trasferito al 527º Battaglione mitraglieri del 39º Reggimento fanteria "Bologna", mobilitato per le esigenze legate alla guerra d'Etiopia. Si imbarcò per l'Africa Orientale Italiana il 4 ottobre, sbarcando a Massaua quattro giorni dopo. Il 28 aprile 1936 fu trasferito in servizio presso il Regio Corpo Truppe Coloniali dell'Eritrea. Cadde in combattimento durante le operazioni di contrasto alla guerriglia etiope il 25 maggio 1937. Per onorarne il coraggio fu decretata la concessione della medaglia d'oro al valor militare alla memoria.

### Fonti
1. 1 2 3 4 5 6 7 8 9  Combattenti Liberazione.
2. ↑   Bollettino ufficiale delle nomine, promozioni e destinazioni negli ufficiali e sottufficiali del R. esercito italiano e nel personale dell'amministrazione militare, 1938,  p. 5409. URL consultato il 22 agosto 2021.
3. ↑  Registrato alla Corte dei conti lì 10 giugno 1938, registro n. 26 Africa Italiana, foglio n. 62.
4. ↑   CUCCA Mario, Medaglia d'oro al valor militare, su Presidenza della Repubblica.